# Пауль-Вернер Гоццель
Пауль-Вернер Гоццель (нім. Paul-Werner Hozzel; 16 жовтня 1910, Гамбург — 7 січня 1997, Карлсруе) — німецький льотчик-ас, один з творців штурмової авіації, оберст Генштабу люфтваффе вермахту, бригадний генерал люфтваффе бундесверу.

## Біографія
Син суднового маклера. У 1931 році вступив добровольцем в 2-й артилерійський полк. Пройшов підготовку на секретних льотних курсах. 1 березня 1935 року переведений в люфтваффе. 1 вересня 1938 року призначений командиром 2-ї ескадрильї 20-ї групи пікіруючих бомбардувальників, а 1 червня 1939 року — 1-ї групи 1-ї ескадри пікіруючих бомбардувальників. Учасник Польської і Норвезької кампаній. Всього пілоти групи Гоццеля в квітні-травні 1940 року потопили біля берегів Норвегії кораблі загальною водотоннажністю 60 000 брт. Учасник битви за Британію. 11 липня 1940 року літаки групи Гоццеля потопили британський ескортний корабель «Ворріор 2». У грудні 1940 року переведений на Сицилію.
6 січня 1941 року англійці почали операцію «Ексесс» з метою проведення по Середземному морю в обох напрямках під потужним прикриттям англійського флоту цілого ряду конвоїв. Серед головних сил, що вийшли з Александрії, були лінкори «Ворспайт» і «Веліант», а також авіаносець «Ілластріес». Через 4 дні вони вже були в межах досяжності Ju.87, що базувалися на Сицилії. Гоццель взяв участь в операціях проти британських кораблів на Середземному морі, а також проти Мальти.
На початку березня 1941 року група Гоццеля була переведена в Північну Африку. 31 липня 1941 року призначений начальником 1-го училища штурмової авіації в Вертгаймі, а 16 жовтня 1941 року — командиром 2-ї ескадри пікіруючих бомбардувальників. Учасник Німецько-радянської війни, брав участь в Сталінградській битві, а потім в боях на Дону взимку 1942/43 років. В січні 1943 року під його командуванням в Дніпропетровську було сформовано про бойове з'єднання «Гоццель» (Gefechtsverband Hozzel), куди увійшла, крім його власної ескадри, також частина 1-ї і 77-ї ескадр пікіруючих бомбардувальників. 13 лютого 1943 року замінений майором Ернстом Купфером. З квітня 1945 року — начальник Командування ВПС «Курляндія». У травні 1945 року взятий в полон радянськими військами. У 1956 році в якості неамністованого воєнного злочинця переданий владі ФРН і звільнений. У тому ж році вступив у ВПС ФРН.В 1971 році вийшов у відставку.

## Звання
- Фанен-юнкер (13 квітня 1931)
- Фанен-юнкер-унтерофіцер (1 квітня 1932)
- Лейтенант (1 березня 1934)
- Оберлейтенант (1 квітня 1936)
- Гауптман (1 листопада 1938)
- Майор (1 липня 1940)
- Оберстлейтенант Генштабу (1 лютого 1942)
- Оберст Генштабу (22 листопада 1944)
- Оберстлейтенант (1956)
- Оберст Генштабу (1960)
- Бригадний генерал (літо 1967)

## Нагороди
- Нагрудний знак пілота
- Медаль «За вислугу років у Вермахті» 4-го класу (4 роки)
- Медаль «У пам'ять 1 жовтня 1938»
- Залізний хрест
  - 2-го класу (14 вересня 1939)
  - 1-го класу (5 травня 1940)
- Лицарський хрест Залізного хреста з дубовим листям
  - лицарський хрест (8 травня 1940) — один з перших чотирьох кавалерів серед пілотів штурмової авіації.
  - дубове листя (№ 230; 14 квітня 1943)
- Срібна медаль «За військову доблесть» (Італія)
- Медаль «За зимову кампанію на Сході 1941/42» (19 вересня 1942)
- Нарукавна стрічка «Крит»
- Почесний Кубок Люфтваффе (30 січня 1944)
- Авіаційна планка бомбардувальника в золоті з підвіскою «700»